# Cantone di Fresnay-sur-Sarthe
Il Cantone di Fresnay-sur-Sarthe era una divisione amministrativa dell'arrondissement di Mamers.
È stato soppresso a seguito della riforma complessiva dei cantoni del 2014, che è entrata in vigore con le elezioni dipartimentali del 2015.
Comprendeva i comuni di:
- Assé-le-Boisne
- Douillet
- Fresnay-sur-Sarthe
- Moitron-sur-Sarthe
- Montreuil-le-Chétif
- Saint-Aubin-de-Locquenay
- Saint-Georges-le-Gaultier
- Saint-Léonard-des-Bois
- Saint-Ouen-de-Mimbré
- Saint-Paul-le-Gaultier
- Saint-Victeur
- Sougé-le-Ganelon